# جان روثمن
جان روثمن (به انگلیسی: John Rothman) (زاده ۳ ژوئن ۱۹۴۹) بازیگر آمریکایی است.
از فیلم‌های معروف او می‌توان به بازی در فیلم‌های در زیرزمین، تصویر کامل، میمون‌صفت، با توجه به گرتا، بگو اینطور نیست و تقویت اشاره کرد.